# Sündewijn Bjambceren
Sündewijn Bjambceren (mong. Сүндэвийн Бямбацэрэн; ur. 24 marca 1990) – mongolska zapaśniczka walcząca w stylu wolnym. Olimpijka z Londynu 2012, gdzie zajęła siedemnaste miejsce w kategorii 55 kg.
Zajęła siódme miejsce na mistrzostwach świata w 2010 i ósme w 2013. Srebrny medal na igrzyskach azjatyckich w 2014 i brązowy na mistrzostwach Azji w 2010. Druga w Pucharze Świata w 2013; trzecia w 2015; czwarta w 2012; piąta w 2014; ósma w 2011 roku.